# Кубок Люксембургу з футболу 2005—2006
Кубок Люксембургу з футболу 2005–2006 — 81-й розіграш кубкового футбольного турніру в Люксембурзі. Титул вдруге здобув Ф91 Дюделанж.

## Календар
| Раунд           | Дата               | Матчі | Клуби     |
| --------------- | ------------------ | ----- | --------- |
| Перший раунд    | 31 серпня 2005     | 8     | 110 → 102 |
| Другий раунд    | 18 вересня 2005    | 24    | 102 → 78  |
| Третій раунд    | 30 жовтня 2005     | 26    | 78 → 52   |
| Четвертий раунд | 12 грудня 2005     | 20    | 52 → 32   |
| 1/16 фіналу     | 25 лютого 2006     | 16    | 32 → 16   |
| 1/8 фіналу      | 15-22 березня 2006 | 8     | 16 → 8    |
| 1/4 фіналу      | 18-19 квітня 2006  | 4     | 8 → 4     |
| 1/2 фіналу      | 10 травня 2006     | 2     | 4 → 2     |
| Фінал           | 20 травня 2006     | 1     | 2 → 1     |

## Регламент
Згідно з регламентом у перших чотирьох раундах грають клуби нижчих дивізіонів, клуби Національного футбольного дивізіону Люксембургу стартують з 1/16 фіналу. На всіх стадіях команди грають по одному матчу.

## 1/16 фіналу
| Команда 1                     | Рахунок | Команда 2                 |
| ----------------------------- | ------- | ------------------------- |
| 25 лютого 2006                |         |                           |
| Женесс (Канах) (2)            | 0:5 дч  | Гревенмахер               |
| Женесс (Ширен) (3)            | 1:0     | Авенір (Бегген)           |
| РМ Гамм Бенфіка (2)           | 3:4 дч  | Вільц                     |
| Сандвайлер (3)                | 0:1     | Женесс (Еш)               |
| Оранія (Віанден) (3)          | 0:4     | Вікторія Роспорт          |
| Уніон Мертерт-Вассербіліг (3) | 4:3     | Кер'єнґ                   |
| Маріска (Мерш) (3)            | 1:4     | Свіфт                     |
| Гостерт (3)                   | 4:2 дч  | Рюмеланж                  |
| Оберкорн (2)                  | 0:1     | Петанж                    |
| Блу Бойс (Мюхленбах) (4)      | 1:7     | Ф91 Дюделанж              |
| Гобшайд (4)                   | 0:6     | Етцелла                   |
| Мамер 32 (2)                  | 1:3     | Расінг (Люксембург)       |
| Прогрес (2)                   | 6:1     | Женесс (Бівер) (4)        |
| Діфферданж 03 (2)             | 5:1     | Белвал (Белво) (3)        |
| Дарінг (Ехтернах) (3)         | 0:2     | Мондеркаж (2)             |
| Колмарберг (2)                | 3:0     | Коппхен (Вормельданж) (2) |

## 1/8 фіналу
| Команда 1                     | Рахунок      | Команда 2           |
| ----------------------------- | ------------ | ------------------- |
| 15 березня 2006               |              |                     |
| Етцелла                       | 3:0          | Гревенмахер         |
| Гостерт (3)                   | 0:2          | Вікторія Роспорт    |
| Вільц                         | 1:2          | Свіфт               |
| Женесс (Ширен) (3)            | 2:2 пен. 6:7 | Петанж              |
| Уніон Мертерт-Вассербіліг (3) | 0:10         | Ф91 Дюделанж        |
| Діфферданж 03 (2)             | 2:4 дч       | Расінг (Люксембург) |
| Прогрес (2)                   | 3:1          | Мондеркаж (2)       |
| 22 березня 2006               |              |                     |
| Колмарберг (2)                | 0:2          | Женесс (Еш)         |

## 1/4 фіналу
| Команда 1        | Рахунок      | Команда 2           |
| ---------------- | ------------ | ------------------- |
| 18 квітня 2006   |              |                     |
| Вікторія Роспорт | 2:1 дч       | Етцелла             |
| Женесс (Еш)      | 2:0          | Свіфт               |
| Ф91 Дюделанж     | 4:4 пен. 6:5 | Прогрес (2)         |
| 19 квітня 2006   |              |                     |
| Петанж           | 1:1 пен. 4:5 | Расінг (Люксембург) |

## 1/2 фіналу
| Команда 1           | Рахунок | Команда 2    |
| ------------------- | ------- | ------------ |
| 10 травня 2006      |         |              |
| Вікторія Роспорт    | 0:1     | Женесс (Еш)  |
| Расінг (Люксембург) | 1:3 дч  | Ф91 Дюделанж |

## Фінал
| 20 травня 2006 |

| Ф91 Дюделанж                 | 3:2      | Женесс (Еш)           |
| ---------------------------- | -------- | --------------------- |
| Грущинський 66', 68' Хюг 71' | Протокол | Стоклоса 16' Пуже 29' |

| Жозі Бартель, Люксембург Глядачів: 2 157 Арбітр: Франсуа Манген |